# Max Meyer
Maximilian "Max" Meyer (Oberhausen, 18 de setembro de 1995) geralmente referido como Max Meyer, é um futebolista alemão que atua como meia-atacante. Atualmente joga pelo APOEL.

## Carreira
Estreou em 16 de fevereiro de 2013, com a equipe principal do Schalke 04 no empate por 2–2 contra o Mainz 05. 
Em 05 de outubro de 2013, marcou seu primeiro gol pelo Schalke 04 na vitória por 4–1 sobre o Augsburg.
Em 02 de agosto de 2018, se transferiu para o Crystal Palace, da Inglaterra.

## Seleção Alemã
Em 13 de maio de 2014 estreou oficialmente com a Alemanha em um amistoso, contra a Polônia. 
Em 31 de agosto de 2016, marcou seu primeiro gol pela seleção principal da Alemanha, na vitória por 2–0 sobre a Finlândia.

### Rio 2016
Meyer fez parte do elenco da Seleção Alemã de Futebol nas Olimpíadas de 2016.

## Estatísticas
Atualizado até 1 de setembro de 2016

### Clubes
| Equipe            | Temporada         | Campeonato nacional | Campeonato nacional | Copa nacional | Copa nacional | Competições continentais | Competições continentais | Total | Total |
| Equipe            | Temporada         | Jogos               | Gols                | Jogos         | Gols          | Jogos                    | Gols                     | Jogos | Gols  |
| ----------------- | ----------------- | ------------------- | ------------------- | ------------- | ------------- | ------------------------ | ------------------------ | ----- | ----- |
| Schalke 04        | 2012–13           | 5                   | 0                   | –             | –             | 1                        | 0                        | 6     | 0     |
| Schalke 04        | 2013–14           | 30                  | 6                   | 2             | 1             | 9                        | 0                        | 41    | 7     |
| Schalke 04        | 2014–15           | 28                  | 5                   | 1             | 0             | 8                        | 1                        | 37    | 6     |
| Schalke 04        | 2015–16           | 32                  | 5                   | 2             | 0             | 7                        | 1                        | 41    | 6     |
| Schalke 04        | 2016–17           | 1                   | 0                   | 0             | 0             | 0                        | 0                        | 1     | 0     |
| Total na carreira | Total na carreira | 96                  | 16                  | 5             | 1             | 25                       | 2                        | 126   | 19    |

### Seleção Alemã
Expanda a caixa de informações para conferir todos os jogos deste jogador, pela sua seleção nacional.
Sub-19
|    | Data                   | Local                       | Resultado | Adversário    | Gol(s) | Competição           |
| -- | ---------------------- | --------------------------- | --------- | ------------- | ------ | -------------------- |
| 1. | 14 de agosto de 2013   | Dunaferr Arena, Dunaújváros | 2–3       | Hungria       | 0      | Amistoso             |
| 2. | 6 de setembro de 2013  | Sportpark Zuid, Groesbeek   | 6–1       | Países Baixos | 1      | Amistoso             |
| 3. | 10 de setembro de 2013 | Preußenstadion, Münster     | 2–0       | Grécia        | 0      | Amistoso             |
| 4. | 31 de maio de 2014     | Estádio de Balaídos, Vigo   | 2–0       | Lituânia      | 0      | Elim. Europeu Sub-19 |
| 5. | 2 de junho de 2014     | Estádio de Balaídos, Vigo   | 4–0       | Dinamarca     | 2      | Elim. Europeu Sub-19 |
| 6. | 5 de junho de 2014     | Estádio de Balaídos, Vigo   | 3–1       | Espanha       | 0      | Elim. Europeu Sub-19 |

Sub-23
|    | Data                 | Local                        | Resultado | Adversário    | Gol(s) | Competição           |
| -- | -------------------- | ---------------------------- | --------- | ------------- | ------ | -------------------- |
| 1. | 4 de agosto de 2016  | Arena Fonte Nova, Salvador   | 2–2       | México        | 0      | Jogos Olímpicos 2016 |
| 2. | 7 de agosto de 2016  | Arena Fonte Nova, Salvador   | 3–3       | Coreia do Sul | 0      | Jogos Olímpicos 2016 |
| 3. | 10 de agosto de 2016 | Mineirão, Belo Horizonte     | 10–0      | Fiji          | 3      | Jogos Olímpicos 2016 |
| 4. | 13 de agosto de 2016 | Estádio Nacional, Brasília   | 4–0       | Portugal      | 0      | Jogos Olímpicos 2016 |
| 5. | 17 de agosto de 2016 | Arena Corinthians, São Paulo | 2–0       | Nigéria       | 0      | Jogos Olímpicos 2016 |
| 6. | 20 de agosto de 2016 | Maracanã, Rio de Janeiro     | 1–1       | Brasil        | 1      | Jogos Olímpicos 2016 |

Seleção Principal
|    | Data                   | Local                          | Resultado | Adversário | Gol(s) | Competição               |
| -- | ---------------------- | ------------------------------ | --------- | ---------- | ------ | ------------------------ |
| 1. | 13 de maio de 2014     | Volksparkstadion, Hamburgo     | 0–0       | Polónia    | 0      | Amistoso                 |
| 2. | 31 de agosto de 2016   | Borussia-Park, Mönchengladbach | 2–0       | Finlândia  | 1      | Amistoso                 |
| 3. | 4 de setembro de 2016  | Ullevaal Stadion, Oslo         | 3–0       | Noruega    | 0      | Elim. Copa do Mundo 2018 |
| 4. | 11 de novembro de 2016 | Estádio San Marino, Serravalle | 8–0       | San Marino | 0      | Elim. Copa do Mundo 2018 |

## Títulos
Alemanha
- Medalha de prata nas Olímpiadas do Rio 2016
- Campeonato Europeu Sub-21: 2017

### Prêmios individuais
- Jogador de ouro do Campeonato Europeu Sub-17 2012[6]
- Equipe do torneio do Campeonato Europeu Sub-17 de 2012
- Equipe do torneio do Campeonato Europeu Sub-21 de 2017[7]

### Artilharias
- Campeonato Europeu Sub-17 2012 (3 gols)